# Arrowe
Arrowe var en civil parish från 1866 till 1933 då den blev en del av Birkenhead St Mary och Irby, i grevskapet Cheshire (nu Merseyside), i England. Denna civil parish hade 91 invånare år 1931.